# Menswordingkerk
De Menswordingkerk was een kerkgebouw in de Nederlandse gemeente Leiderdorp dat werd gebruikt door de rooms-katholieke parochie van de Menswording. Het gebouw uit 1975 bleef in gebruik tot 2011 toen de parochie fuseerde met de parochie van Onze Lieve Vrouw Onbevlekt Ontvangen te Zoeterwoude-Rijndijk. De monumentale Meerburgkerk van laatstgenoemde parochie werd in gebruik genomen door de nieuwgevormde parochie De Goede Herder. 
Het gebouw van de Menswordingkerk werd in 2016 aan de eredienst onttrokken en gesloten. Na verkoop aan een projectontwikkelaar werd het gebouw in 2020 gesloopt om plaats te maken voor appartementen. Een aanzienlijk deel van de kerkinventaris kreeg een plek in de Meerburgkerk die sinds 2016 gerenoveerd heropend is als Goede Herderkerk

## Orgel
In de Menswordingkerk bevond zich een orgel uit 1978, gebouwd door Pels & Van Leeuwen. Dit orgel is verplaatst naar de Goede Herderkerk in Zoeterwoude-Rijndijk.